# 물산장려운동
물산장려운동(物産奬勵運動)은 일제강점기 1920년대 일제의 경제적 수탈정책에 맞서 전개하였던 범국민적 민족경제 자립실천운동이다. 이 운동은 평양과 경성을 중심으로 고당 조만식, 인촌 김성수 등이 주도하였다.

## 배경
1919년 3.1 운동으로 일제는 무단통치에서 이른바 문화통치로 바꾸어 가게 된다. 또한, 1910년 총독부는 민족자본 회사를 억제하고자 회사 설립에 제한을 두었던 회사령을 1920년에 철폐하였다. 총독부가 회사령을 폐지한 본질적인 이유는 일본 기업의 자본이 좀 더 한반도에 쉽게 진출할 수 있도록  조치를 내리기 위해서였다. 그에 따라 1920년대 일제의 기업들이 식민지 조선에 지부를 설치하고 뿌리를 내리게 되고, 조선의 일본에 대한 경제적 예속은 더욱 심화되어 간다.
이러한 경제적 예속화가 심화되면서 조선인 기업가들이 단합해서 총독부에 건의도 수차례 하고, 탄원서를 몇 차례 올리는 등 노력을 하였으나, 오히려 총독부에서는 일본제국과 식민지 조선 간의 관세를 철폐하는 조치를 내릴 움직임을 보여 일본 기업에 굉장히 유리하게 될 상황에서 조선인 기업가들과 지식인들이 규합하여 경제적 예속화를 벗어나고자 물산장려운동을 전개하게 된다.

## 전개

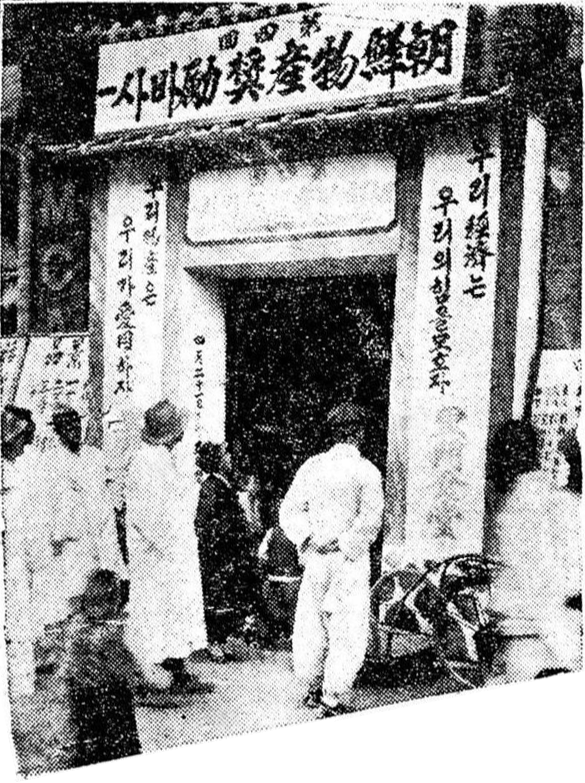
익선동에 있던 조선물산장려회 서울회관 (1931년)

회사령 철폐로 인해 일본기업들이 식민지 조선에 진출하여 경제적 예속을 심화시킨 반면, 1920년대에 조선의 민족자본 회사 역시 점차 증가하면서 민족 기업을 지원하고, 민족 경제의 자립을 달성하기 위해 전개하게 된다.
1920년 8월 평양에서 기독교계 민족지도자들이 민족기업의 건설과 육성에 대해 논의하였고, 그 결과 조선물산장려회가 발족한다. 평양 조선물산장려회는 당면 실천과제로 경제계의 진흥, 사회의 발전, 실업자의 구제책, 국산품 애용, 근검 풍토, 실천성의 양성을 내세웠다.
평양에서 물산장려운동이 전개되자, 경성의 조선청년회연합회에서도 이 운동에 호응해 1922년 말부터 적극적인 활동을 전개하였다.
1923년 1월 9일 경성의 서북협성학교에서 20여 개의 민족단체 대표 160여 명이 모여 발기준비대회를 열었고, 이어서 2월 16일에 3000여 명의 민족단체 회원들이 참가하여 발족시킨 모임이 물산장려운동의 중추적인 기구가 되었다. 물산장려운동의 구호는 ‘조선사람 조선으로!’, ‘우리 것으로만 살자!’였다. 취지서에 밝힌 실행 조건은 다음과 같다.

- 의복은 우선 남자는 두루마기, 여자는 치마를 음력 계해년(1924) 1월 1일부터 조선인 생산품 또는 가공품을 염색하여 착용할 것.
- 음식물에 대해서는 소금⋅설탕⋅과일⋅청량음료 등을 제외하고는 전부 조선인 생산물을 사용할 것.
- 일용품은 조선인 제품으로 대용할 수 있는 것은 이를 사용할 것.

『산업계』, 1923년 11월

이 운동은 평양에서 조만식을 중심으로 한 민족 지도자들과 경성의 연희전문학교 학생 염태진 등이 이광수의 지도 아래 자작회(自作會)를 조직하고 이들이 주축이 되었다. 이렇게 비롯된 국산품 애용운동은 일본 기업들의 식민지 조선에 대한 경제적 예속화와 경제적 착취를 당해오던 조선인들을 일깨우는 계기가 되어, 소비조합을 비롯한 민족기업 등의 설립을 촉진시켰으며, 이 움직임이 인천을 거쳐 경성에서의 '조선물산장려회'의 창립과 더불어 전국적으로 확산되어 나갔다.
경성에서 조직된 '토산품애용부인회'와 경상남도 의령에서 시작된 '토산품장려 및 금연실천운동' 등, 그 후 전국적으로 확산된 금주단연운동, 토산품 애용운동은 상인들 모두 동참하고 협력하면서 거족적 애국운동으로 확대되어 갔다.
물산장려운동은 민족주의 계열과 사회주의 계열 인사가 공존하던 1923~1924년, 민족주의 계열이 중심이 되고 상공업자의 참여가 시작된 1925~1929년, 상공업자의 지원이 상당하였던 1929~1932년, 상공업자의 지원이 중단되며 쇠퇴하던 1933~1937년 이상 네 시기로 구분된다. 부동산 개발업자였던 정세권은 낙원동 300번지에 조선물산장려회관을 건설하여 기증하였으며, 기관지 《조선물산장려회보》(1931년 《장산》으로 개칭) 발행 비용을 포함하여 연간 운영비의 반액 이상을 1929년부터 1932년까지 지원하였다.

## 한계와 비판
그러나 물산 장려 운동은 운동 자체에 여러 가지 한계를 지니고 있었다. 예를 들어 토산품만 사용하다 보니 토산품 가격이 크게 폭등하였고, 이는 곧 상인과 자본가들의 배만 채워주는 결과만 낳게 되었다. 이 때문에 사회주의 계열의 운동가들과 일부 민중들이 '물산 장려 운동은 자본가 계급을 위한 것'이라고 맹렬히 비판하였다. 여기에 일본 제국 총독부 당국의 극심한 탄압과 박영효, 유성준 같은 친일 세력들의 관여로 일제와 타협하게 되는 등 변질이 되어 감에 따라 결국 쇠퇴하였다.

## 같이 보기
- 일제강점기
- 조만식